# Francesco Feliciano de Scolari
Francesco Feliciano de Scolari (Lazise, 1470 circa – Verona, 10 ottobre 1542) è stato un matematico italiano, le cui opere ebbero abbastanza successo da avere varie riedizioni.

## Biografia
Non ci sono praticamente informazioni biografiche sulla sua vita. Si sa solo che nel 1480 la sua famiglia si trasferì a Verona, dove visse fino alla fine della sua vita, e che dal 1504 al 1506 insegnò matematica. Negli anni venti e trenta del Cinquecento fu insegnante del futuro famoso matematico Niccolò Tartaglia. Nel 1533 tenne lezioni di matematica al Palazzo della Ragione. Inoltre, è stato stabilito che era sposato e aveva una figlia. Era considerato uno dei più grandi matematici in Italia del suo tempo, sebbene la maggior parte delle sue ricerche fosse di natura pratica e fosse in un modo o nell'altro correlata all'applicazione della matematica alle operazioni commerciali.
Nel 1517 fu pubblicata a Venezia la sua prima opera di matematica conosciuta, il Libro de abaco. Nel 1526 fu pubblicato il suo saggio Libro di arithmetica & geometria speculativa & praticale, poi diviso in nove edizioni. È anche noto il suo racconto manoscritto dei viaggi da lui intrapresi allo scopo di studiare le scienze. In essa fu forse il primo a dare un'immagine e una descrizione dello squadro, molto diffuso in Italia nel Cinquecento, destinato a tracciare linee perpendicolari sul terreno.

## Opere
- Libro de abaco, Venezia, Giacomo Penzio & Niccolò Zoppino & Vincenzo di Paolo, 1517.
- Libro di arithmetica & geometria speculativa & praticale, Venezia, Francesco Bidoni & Maffeo Pasini, 1526.